# Теневая биосфера
Теневая биосфера — гипотетическая микробная биосфера Земли, которая использует биохимические и молекулярные процессы, радикально отличающиеся от аналогичных процессов в известных в настоящее время организмах. Хотя жизнь на  поверхности Земли относительно хорошо изучена, теневая биосфера всё же может остаться незамеченной, потому что исследование микробного мира направлено в первую очередь на биохимию макроорганизмов. Термин был придуман учеными Кэрол Клэнд и Шелли Копли в 2005 году.

## Содержание гипотезы
Гипотеза предполагает, что если жизнь эволюционировала на Земле более одного раза, то могут существовать микроорганизмы, не имеющие эволюционных связей с другими известными видами жизни.
Гипотеза предполагает возможность того, что организмы, которые происходят от этого «второго происхождения», выжили до наших дней в «тени биосферы».
Стивен А. Беннер, Алонсо Рикардо и Мэтью А. Карриган, биохимики из Университета Флориды, утверждают, что если организмы, основанные на РНК, когда-то существовали, они могли бы быть живы и сегодня, будучи незамеченными, потому что они не содержат рибосомы, которые обычно используются для обнаружения живых микроорганизмов. Они предлагают искать их в средах с низким содержанием серы, в средах с пространственными ограничениями (например, нанобы и нанобактерии в минералax с порами менее одного микрометра) или в средах, в которых происходит цикличное изменение температуры между очень высокой и низкой.
Другие предлагаемые кандидаты для теневой биосферы включают организмы, использующие иные молекулярные единицы (например, сахара) в своих нуклеиновых кислотах, имеющие хиральность, противоположную нашей, использующие какие-либо нестандартные аминокислоты в своих белках или использующие мышьяк вместо фосфора.
Версия опирается на открытия, сделанные астробиологами. На Земле существует стандартный набор из 20 аминокислот, которые в различных комбинациях образуют все белковые соединения. Но на упавших на нашу планету метеоритах были найдены еще две неизвестные ранее аминокислоты – изовалин и псевдолейцин, что говорит о возможности создания альтернативных белков.
Пол Девис (председатель рабочей группы SETI: Научно-технического отдела Международной академии астронавтики) считает, что если ученые обнаружат альтернативную форму микробной жизни на Земле, это будет означать, что есть большой шанс, что жизнь возникла во многих других местах во Вселенной. 
«Пустынный загар» было предложено изучить в качестве потенциального кандидата в теневую биосферу.

## Критика
Идея теневой биосферы не признана с точки зрения традиционной биохимии. Были сильные критические замечания о методологиях испытаний и выводах сторонников этой гипотезы. Например, утверждение, что одна конкретная бактерия (GFAJ-1) может использовать мышьяк вместо фосфора в своей ДНК, было отвергнуто.